# Synagoga Cmentarna w Łodzi
Synagoga Cmentarna w Łodzi – nieistniejąca synagoga znajdująca się w Łodzi, przy ulicy Zmiennej, we wschodniej części nowego cmentarza żydowskiego.
Synagoga została zbudowana w latach 1893–1896 wraz z innymi budynkami gospodarczymi oraz mykwą. W 1923 roku posiadała 3 zwoje Tory. Podczas II wojny światowej, hitlerowcy doszczętnie zniszczyli budynek synagogi. Po zakończeniu wojny, pod koniec 1945 roku jej ruiny zostały wyburzone.